# 國民革命軍第一〇八軍
國民革命軍第一〇八軍是1949年成立的一个军。

## 历史
1947年底，罗广文为第10训练处处长（后改任第7编练司令部司令）。1948年上半年在重庆地区编成新22、新23、新24旅。1948年9月，以这3个旅组建第一〇八军，隶属第7编练司令部：
- 军长罗广文兼
- 副军长李维勋
- 参谋长贾应华
- 第239师：师长吴建新
- 第241师：师长汤国城
- 第242师：师长雷鸣

1949年11月中旬在南川、綦江一带被击溃，第241师1个团战场起义。
1949年12月中旬，罗广文率部在四川郫县起义。1950年2月19日，遵照中央军委命令，起义所部3月中旬由四川简阳驻地开华东改造整编，历时两个月，行程6千里，于5月上旬，部队顺利地到达指定地点浙江余杭。在浙江军区领导下，部队经过近半年时间的学习改造，至1950年10月下旬开始整编，士兵分别编入中国人民解放军第二十一军、第二十二军。